# TV5 (Colombia)
TV5 es un canal de televisión abierta colombiano de cobertura local que cubre a la ciudad de Montería. 

## Historia
El 2 de abril de 2006, la Comisión Nacional de Televisión le entregó la licencia para la transmisión de un canal de televisión abierta a Pedro Ascanio, primer gerente del canal local, acompañado de jóvenes amantes de la televisión con su sede ubicado en la 34 con 9 en el centro de Montería, luego se la cedió a Oseías Pereira da Silva, el canal fue lanzado como señal de prueba, y el 2 de octubre de 2009, fue lanzado oficialmente con una grilla de programación de índole cultural y transmitiendo por el canal 44 UHF de Montería.

## Programación
Su programación es generalista.